# Biflustra arborescens
Biflustra arborescens is een mosdiertjessoort uit de familie van de Membraniporidae. De wetenschappelijke naam van de soort is, als Acanthodesia arborescens, voor het eerst geldig gepubliceerd in 1928 door Ferdinand Canu en Ray Smith Bassler.